# Gallensäure-CoA:Aminosäure-N-Acyltransferase
Die Gallensäure-CoA:Aminosäure-N-Acyltransferase (BAT) ist das Enzym in Tieren, das den letzten Schritt bei der Biosynthese der Gallensalze katalysiert. Dabei wird Cholsäure oder Desoxycholsäure von CoA auf Aminosäuren übertragen, beim Menschen sind dies bis zu 95 % Glycin oder Taurin. Die Reaktion findet in den Peroxisomen der Leberzellen (Hepatozyten) statt. Durch die Amidierung erhöht sich die Emulgationsfähigkeit der Verbindungen entscheidend, womit Lipide und Vitamine besser aufgenommen werden können. Mutationen im BAAT-Gen sind die Ursache für die seltene Hypercholanämie (FHCA).

## Katalysierte Reaktionen
+ H2N–CH2–COO− ⇒  + CoA-SH
Choloyl-CoA reagiert mit Glycinat zu Glycocholat und CoA-SH. Äquivalent dazu findet die Reaktion mit Taurat zu Taurocholat statt.